# 周鎬 (嘉靖壬辰進士)
周鎬（1511年—？年），字仲京，號少溪，浙江省寧波府慈谿縣人，明朝政治人物。

## 生平
治《詩經》，嘉靖十年（1531年）由縣學附學生中式辛卯科浙江鄉試第六十六名舉人，嘉靖十一年（1532年）聯捷壬辰科會試中式第一百七十五名，第三甲第十六名進士。觀通政司政，授大理寺評事，陞大理寺副，工部員外郎，郎中，降荆門州同知卒。

## 家族
曾祖周楨，陰陽訓衙；祖周煦，散官；父周文進，貢士；母張氏。重慶下，妻趙氏，行一。兄鈳，弟鎰；釗；釪；鉉。